# Park Narodowy Addo Elephant
Park Narodowy Addo Elephant (ang. Addo Elephant National Park) – park narodowy położony w Republice Południowej Afryki w Prowincji Przylądkowej Wschodniej. 

## Historia Parku
Na terenach dzisiejszej Wschodniej Prowincji Przylądkowej niegdyś żyło mnóstwo słoni.
Większość została wybita przez farmerów i łowców kości słoniowej, Farmerzy najmowali zawodowych myśliwych, kiedy to nie dawało zamierzonych rezultatów, zatruwano nawet zbiorniki wodne. Dzięki wysiłkom Sydney Skaife i innych działaczy społecznych udało się przeforsować przeszkody prawne i w 1931 roku stado ostatnich jedenastu słoni zapędzono do nowo powstałego rezerwatu. Ogrodzono 2000 ha buszu, jednak elektryczny płot okazał się bardzo łatwą przeszkodą dla słoni. Mieszkający obok farmerzy domagali się ogromnych odszkodowań za wyrządzone na farmach zniszczenia. W celu zastopowania tych strat zarząd parku zaczął dożywiać słonie sianem, dyniami, ananasami i pomarańczami. Dopiero w roku 1954 ukończono budowę prawidłowego ogrodzenia, jednak dożywianie było dalej kontynuowane. W 1976 roku park zakupywał 30 ton pomarańczy miesięcznie. Dożywianie zakończono w roku 1976. Do 1968 roku liczba słoni w Addo wzrosła do 50 sztuk a dziesięć lat później przekroczyła sto. Dziś żyje ich tutaj ponad 450 i jest to najwyższe zagęszczenie słoni na kilometr kwadratowy w całej Afryce.

## Ekspansja Parku
W 1997 roku państwowy zarząd parków SANParks zaproponował utworzenie Wielkiego Parku Narodowego Addo Elephant ciągnącego się od Karru do wybrzeża Oceanu Indyjskiego na wschód od Port Elizabeth. Dzięki temu powierzchnia parku wzrosła z 2000ha do 164000ha.
Do Addo dołączony został Woody Cape Nature Reserve rozciągający się od ujścia rzeki Sundays do
Alexandrii plus rezerwat morski z wyspami St. Croix i Bird, bardzo ważnymi z uwagi na istniejące tam kolonie pingwinów afrykańskich i głuptaków. Wyspa Ptaków (Birds Island) jest domem dla największej w świecie kolonii głuptaków. Liczbę tych ptaków szacuje się na 120 000. 
Dzięki ekspansji, Park Addo posiada aż pięć z siedmiu południowoafrykańskich biomów lądowych i jak żaden inny park, chlubi się Wielką Siódemką czyli lwem, lampartem, czarnym nosorożcem, bawołem, wspaniałym białym rekinem i południowym wielorybem w ich naturalnym środowisku. 

## Fauna i flora
Na terenie parku spotyka się nosorożca czarnego, przy czym pojedynczy osobnik zajmuje 1 km².

## Turystyka
Addo Elephant Park odwiedzany jest przez 120 000 turystów rocznie, z czego 54% to turyści zagraniczni, głównie z Niemiec, Holandii i Anglii. 
Na terenie parku wybudowano kemping główny z basenem, restauracją, różnego typu zakwaterowaniem i wodopojem dla słoni oraz cztery dodatkowe kempy i cztery kempy prywatne. 
Dzięki asfaltowym szosom w kształcie pętli, Addo Elephant może być zwiedzany samodzielnie z samochodów osobowych.